# Sociedad Nacional de Agricultura

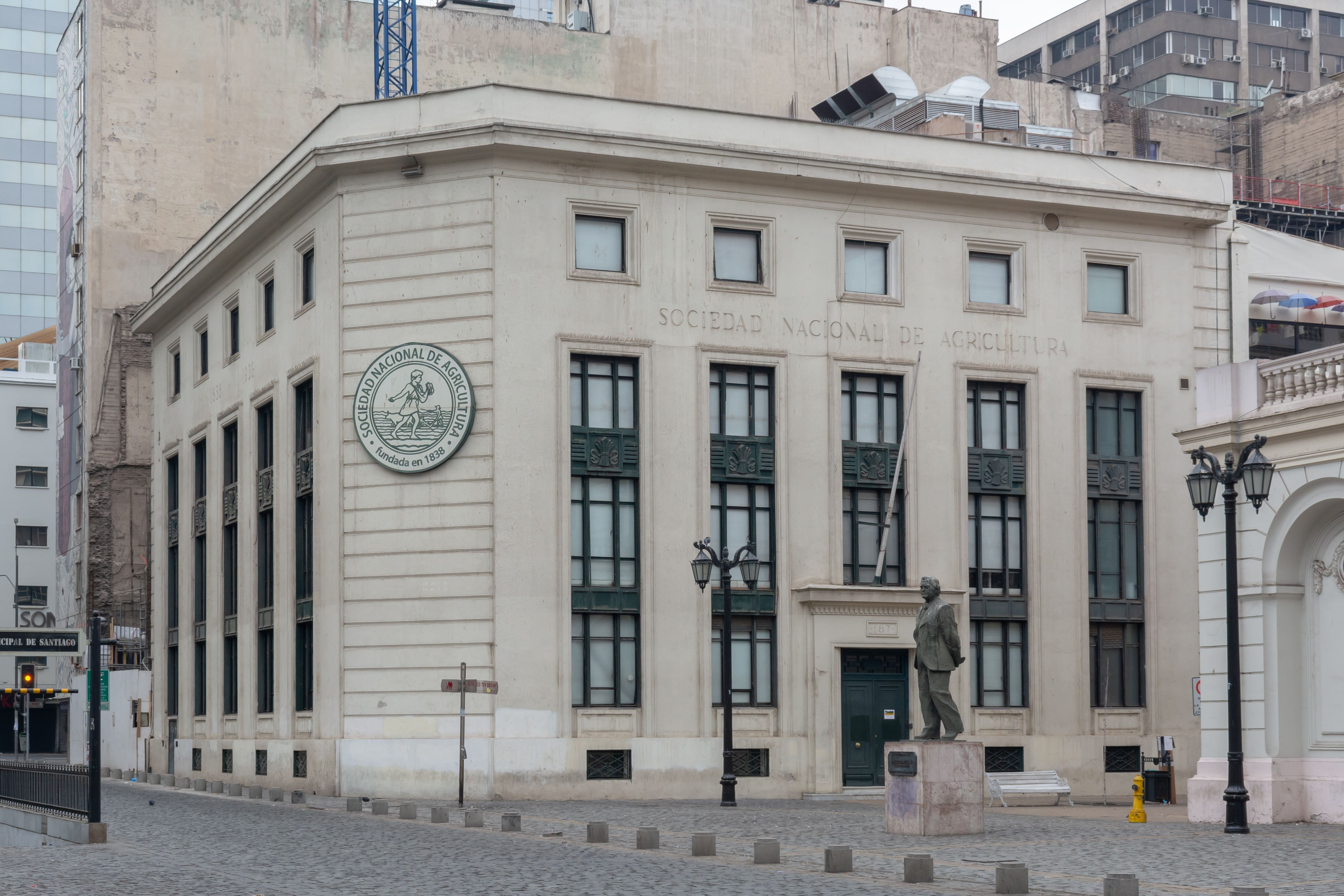
Gebäude der Sociedad Nacional de Agricultura (2022)

Die Sociedad Nacional de Agricultura (SNA) ist eine wichtige Organisation der chilenischen Landwirtschaft. Sie wurde 1838 gegründet.
Tätigkeitsfelder der SNA sind:
- Geschäftliche Entwicklung der Landwirtschaft
- Internationale Beziehungen und Handel
- Wissenschaft und Technologie
- Arbeit und Weiterbildung[1]